# 김해삼성초등학교
김해삼성초등학교(金海三省初等學校, Gimhae Samseong Elementary School)는 대한민국 경상남도 김해시 삼정동에 위치한 초등학교이다.

## 학교 연혁
- 1948. 05. 23	김해삼성국민학교 설립인가
- 1981. 03. 05	병설유치원 개원
- 1996. 03. 01	김해삼성초등학교 교명 변경
- 2006. 07. 27	다목적 강당 완공
- 2016. 09. 01	제28대 배판곤 교장 부임
- 2017. 02. 16	제69회 졸업식 졸업생 173명 (총 졸업생 수: 12,065명)
- 2017. 03. 01	43(2)학급 편성 (1,088명)

## 참고 자료
- 김해삼성초등학교 - 한국교육학술정보원 학교알리미